# Мосамбола
Чемпіонат Мозамбіку з футболу або Мосамбола (Moçambola) — вища ліга Мозамбіку, яку контролює Федерацією футболу Мозамбіку.

## Історія ліги
З 1922 року розпочалося проведення чемпіонату району Лоренсу-Маркіш найбільш ранньої португальської колонії на території Мозамбіку. У 1956 році було проведено перший національний чемпіонат у межах провінції Мозамбік замість чемпіонату району Лоренсу-Маркіш, в якій найкращі команди з одинадцяти районів країни зустрілися в столиці Лоренсу-Маркіш. Перший національний чемпіонат виграв столичний клуб Ферроваріу ді Лоренсу-Маркіш.
Ліга заснована в 1976 році після здобуття країною незалежності, але в розіграші на той момент взяли участь тільки п'ять команд: Академіка Мапуту, АД Пемба, Дешпортіву ді Мапуту, Дешпортіву Тете та Текстафріка (Шимойо).
До 2005 року чемпіонат мав назву Ліга 2М. У 2005 році лігу було перейменовано в Чемпіонат Мозамбіку з футболу.

## Формат чемпіонату
Ліга містить 14 клубів, які зустрічаються між собою на гостьових і домашніх полях по разу за сезон. В цілому проводяться 26 матчів, після закінчення яких три клуби набрали меншу кількість очок залишають лігу і переходять у Другий дивізіон чемпіонату Мозамбіку з футболу. Нині чемпіонат проходить з березня-квітня по жовтень .

## Виграні титули по клубам
| Клуб                   | К-ть чемпіонств | Роки чемпіонств                                            |
| ---------------------- | --------------- | ---------------------------------------------------------- |
| Ферроваріу ді Мапуту   | 10              | 1982, 1989, 1996, 1997, 1999, 2002, 2005, 2008, 2009, 2015 |
| Кошта да Сул           | 9               | 1979, 1980, 1991, 1992, 1993, 1994, 2000, 2001, 2007       |
| Дешпортіву ді Мапуту   | 6               | 1977, 1978, 1983, 1988, 1995, 2006                         |
| Машакене               | 5               | 1984, 1985, 1986, 2003, 2012                               |
| Ліга Деспортіва        | 4               | 2010, 2011, 2013, 2014                                     |
| Мачеде (Мапуту)        | 2               | 1987, 1990                                                 |
| Ферровіаріу ді Нампулу | 1               | 2004                                                       |
| Текстафріка (Шимойо)   | 1               | 1976                                                       |
| Текстіл ді Пунгуе      | 1               | 1981                                                       |

## Переможці ліги
До 1975 року, ліга мала наступних переможців (у хронологічному порядку):
- 1956 - Ферроваріу (Лоуренцу Маркіш)
- 1957 - Дешпортіву ді Лоуренцу Маркіш
- 1958 - Дешпортіву ді Бейра
- 1959 - Спортінг (Нампула)
- 1960 - Спортінг ді Лоуренцу Маркіш
- 1961 - Ферроваріу (Лоуренцу Маркіш)
- 1962 - Спортінг ді Лоуренцу Маркіш
- 1963 - Ферроваріу (Лоуренцу Маркіш)
- 1964 - Дешпортіву ді Лоуренцу Маркіш
- 1965 - не завершився
- 1966 - Ферроваріу (Лоуренцу Маркіш)
- 1967 - Ферроваріу (Лоуренцу Маркіш)
- 1968 - Ферроваріу (Лоуренцу Маркіш)
- 1969 - Текстафріка (Віла Пері)
- 1970 - Ферроваріу (Лоуренцу Маркіш)
- 1971 - Текстафріка (Віла Пері)
- 1972 - Ферроваріу (Лоуренцу Маркіш)
- 1973 - Текстафріка (Віла Пері)
- 1974 - Ферроваріу (Бейра)

З 1975 року, ліга мала наступних переможців (у хронологічному порядку):
- 1975 - не проводився
- 1976 - Текстафріка (Шимойо)
- 1977 - Дешпортіву ді Мапуту
- 1978 - Дешпортіву ді Мапуту
- 1979 - Кошта да Сул (Мапуту)
- 1980 - Кошта да Сул (Мапуту)
- 1981 - Текстіл ді Пунгуе (Бейра)
- 1982 - Ферроваріу ді Мапуту
- 1983 - Дешпортіву ді Мапуту
- 1984 - Максагвін (Мапуту)
- 1985 - Максагвін (Мапуту)
- 1986 - Максагвін (Мапуту)
- 1987 - Мачеде (Мапуту)
- 1988 - Дешпортіву ді Мапуту
- 1989 - Ферроваріу ді Мапуту
- 1990 - Мачеде (Мапуту)
- 1991 - Кошта да Сул (Мапуту)
- 1992 – Кошта да Сул (Мапуту)
- 1993 - Кошта да Сул (Мапуту)
- 1994 - Кошта да Сул (Мапуту)
- 1995 - Дешпортіву ді Мапуту
- 1996 - Ферроваріу ді Мапуту
- 1997 - Ферроваріу ді Мапуту
- 1998/99 - Ферроваріу ді Мапуту
- 1999/2000 - Кошта да Сул (Мапуту)
- 2000/2001 - Кошта да Сул (Мапуту)
- 2002 - Ферроваріу ді Мапуту
- 2003 - Максагвін (Мапуту)
- 2004 - Ферровіаріу ді Нампулу
- 2005 - Ферроваріу ді Мапуту
- 2006 - Дешпортіву ді Мапуту
- 2007 - Кошта да Сул (Мапуту)
- 2008 - Ферроваріу ді Мапуту
- 2009 - Ферроваріу ді Мапуту
- 2008 - Ферроваріу ді Мапуту
- 2009 - Ферроваріу ді Мапуту
- 2010 - Ліга Мусульмана (Мапуту)
- 2011 - Ліга Мусульмана (Мапуту)
- 2012 - Максагвін (Мапуту)
- 2013 - Ліга Мусульмана (Мапуту)
- 2014 - Ліга Мусульмана (Мапуту)
- 2015 - Ферроваріу ді Мапуту

## Клуби-учасники чемпіонату у 2016 році
- Прімейру ді Маю ді Куелімане
- Чінгале ді Тете
- Кошта да Сул (Мапуту)
- Дешпортіву ді Мапуту
- Дешпортіву ді Накала
- Дешпортіву ді Ньясса
- ENH ді Віланкулу
- ФК Чібуту
- Ферроваріу ді Бейра
- Ферроваріу ді Мапуту
- Ферроваріу ді Накала Велья
- Ферровіаріу ді Нампулу
- Дешпортіву Ештрела Вермелья
- HCB Сонгу (Сонгу)
- Ліга Мусульмана (Мапуту)
- Машакене (Мапуту)

## Найкращі бомбардири
| Сезон | Найкращий бомбардир | Клуб                     | голи |
| 2002  | Женіту              | Максагвін (Мапуту)       | 11   |
| 2003  |                     |                          |      |
| 2004  | Рубен               | Ферроваріу (Бейра)       |      |
| 2005  | Маурісу Пеквеніну   | Дешпортіву ді Мапуту     | 14   |
| 2006  | Маурісу Пеквеніну   | Дешпортіву ді Мапуту     | 11   |
| 2007  | Хелтон Саму Кунья   | Кошта да Сул             | 16   |
| 2008  | Луїш                | Ферроваріу ді Мапуту     | 15   |
| 2009  | Жеррі Сітуе         | Ферроваріу ді Мапуту     | 16   |
| 2010  | Жеррі Сітуе         | Ферроваріу ді Мапуту     | 16   |
| 2011  | Бетінью             | Максагвін (Мапуту)       | 15   |
| 2012  | Соніту              | Ліга Мусульмана (Мапуту) | 9    |
| 2014  | Ісаак де Карвалью   | Максагвін (Мапуту)       | 13   |

## Команди, які раніше виступали у вищому дивізіоні
- Віланкулу (футбольний клуб);
- Палмейраш ді Бейра;
- Клубе ді Газа;
- Атлетіку Мусульману;
- Ештрела Вермелья (Мапуту);
- Ештрела Вермелья (Бейра);
- Інкоматі (Шинаван);
- Могаш;
- Бенфіка (Макуті);
- Білене Куілемане